# Рамбо 3
„Рамбо 3“ (на английски: Rambo III) е американски екшън-приключенски филм от 1988 година на режисьора Питър Макдоналд и в главната роля играе Силвестър Сталоун в ролята си на Джон Рамбо. Филмът е продължение на „Рамбо: Първа кръв“ (1982) и „Рамбо: Първа кръв, втора част“ (1985), и третият филм в сериите „Рамбо“, което го прави и последният филм за Ричард Крена, който играе ролята си на полковник Сам Траутман преди смъртта му през 2003 г. Беше последван от „Рамбо“ (2008) и „Рамбо: Последна кръв“ (2019).
Филмът изобразява измислени събития по време на съветско-афганската война.
65 секунди от филма са изрязани във версията за кинопремиерата на Великобритания. Някои от по-късните видео издания почти утроиха разфасовките. „Рамбо 3“ е пуснат в световен мащаб на 25 май 1988 г. и е натрупал 189 млн. долара от бюджета за производство спрямо $63 млн. за заснемането му.

## Актьорски състав
- Силвестър Сталоун – Джон Дж. Рамбо
- Ричард Крена – Полковник Самуел Р. „Сам“ Траутман
- Къртууд Смит – Робърт Григс
- Марк де Йонге – Полковник Алексей Зайсен
- Сасон Габай – Муса Гани
- Дуди Шуа – Хамид
- Спирос Фокас – Масуд
- Ранди Рани – Сержант Куров
- Маркъс Гилбърт – Томаск
- Алон Абутбул – Нисем
- Юсеф Шалаш – Халед
- Масуд Садула – Рахим
- Шаби Бен-Ароя – Юри

## Филми от поредицата за „Рамбо“
Поредицата „Рамбо“ включва 5 филма:
- „Рамбо: Първа кръв“ (1982)
- „Рамбо: Първа кръв, втора част“ (1985)
- „Рамбо 3“ (1988)
- „Рамбо“ (2008)
- „Рамбо: Последна кръв“ (2019)

## Дублажи

### Мулти Видео Център (1996)
| Озвучаващи артисти | Лидия Вълкова Стефан Стефанов Любомир Младенов Даниел Цочев |

### Българска национална телевизия(1998)
| Преводач            | Харалампи Аничкин                                                         |
| Консултант          | професионален пилот Валентин Гоцев                                        |
| Редактор            | Харалампи Попов                                                           |
| Озвучаващи артисти  | Наталия Бардская Владимир Пенев Васил Банов Красимир Куцупаров Марин Янев |
| Тонрежисьор         | Иван Василев                                                              |
| Режисьор на дублажа | Димитър Караджов                                                          |

### Диема Вижън (2014)
| Преводач            | Калина Пашовска                                                                             |
| Тонрежисьор         | Димитър Кукушев                                                                             |
| Режисьор на дублажа | Димитър Кръстев                                                                             |
| Озвучаващи артисти  | Даниела Сладунова Георги Георгиев-Гого Стефан Сърчаджиев-Съра Силви Стоицов Николай Николов |